# Lyncornis
Lyncornis — рід дрімлюгоподібних птахів родини дрімлюгових (Caprimulgidae). Представники цього роду мешкають в Південній і Південно-Східній Азії. Раніше їх відносили до роду Ночнар (Eurostopodus), однак за результатами низки молекулярно-генетичних досліджень їх було переведено до відновленого роду Lyncornis.

## Види
Виділяють два види:
- Ночнар малазійський (Lyncornis temminckii)
- Ночнар південний (Lyncornis macrotis)

## Етимологія
Наукова назва роду Lyncornis походить від сполучення слів дав.-гр. λυνξ — рись і ορνις — птах.